# How Beck
How Beck ist ein Fluss im Lake District, Cumbria, England. Der How Beck entsteht am Greencove Wyke am Sca Fell, südwestlich des Gipfels des Scafell Pike. Der Fluss fließt zunächst in östlicher Richtung und vereinigt sich dann mit einem unbenannten Zufluss, der sich unter anderem aus dem Abfluss des Foxes Tarn speist. Der How Beck wendet sich dann nach Südosten. Er stürzt zeitweise als mehrstufiger Wasserfall den Berghang hinunter und mündet in den River Esk.

## Quelle
- West Cumbria, Cockermouth & Wast Water (= Landranger Map. Band 89). Ordnance Survey, Southampton 2011, ISBN 978-0-319-23205-7.